# Andropadus importunus
Andropadus importunus é uma espécie de ave passeriformes da família Pycnonotidae. É a única espécie do gênero Andropadus.